# 2001–2002-es négysánc-verseny
A 2001–2002-es négysánc-verseny, a 2001–2002-es síugró-világkupa részeként került megrendezésre, melyet hagyományosan Oberstdorfban, Garmisch-Partenkirchenben (Németország), valamint Innsbruckban és Bischofshofenben (Ausztria) tartottak 2001. december 29. és 2002. január 6. között.
A torna győztese a német Sven Hannawald lett, megelőzve a finn Matti Hautamäkit és az osztrák Martin Höllwarthot. Hannawald lett az első síugró, aki az adott sorozat mind a négy állomását megnyerte.

## Eredmények

### Oberstdorf
Schattenbergschanze HS 137

2001. december 29-30.
| Helyezés | Név                | Pontok |
| -------- | ------------------ | ------ |
| 1        | Sven Hannawald     | 260.2  |
| 2        | Martin Höllwarth   | 252.2  |
| 3        | Simon Ammann       | 248.7  |
| 4        | Matti Hautamäki    | 248.1  |
| 5        | Adam Małysz        | 245.1  |
| 6        | Andreas Widhölzl   | 239.7  |
| 7        | Risto Jussilainen  | 239.3  |
| 8        | Ildar Fatkullin    | 237.3  |
| 9        | Georg Spaeth       | 232.7  |
| 10       | Andreas Goldberger | 232.4  |

### Garmisch-Partenkirchen
Große Olympiaschanze HS 142

2001. december 31. - 2002. január 1.
| Helyezés | Név              | Pontok |
| -------- | ---------------- | ------ |
| 1        | Sven Hannawald   | 264.5  |
| 2        | Andreas Widhölzl | 262.8  |
| 3        | Adam Małysz      | 259.7  |
| 4        | Jamada Hiroki    | 259.1  |
| 5        | Simon Ammann     | 253.9  |
| 6        | Matti Hautamäki  | 252.0  |
| 7        | Martin Höllwarth | 245.3  |
| 8        | Martin Schmitt   | 243.3  |
| 8        | Valerij Kobelev  | 243.3  |
| 10       | Martin Koch      | 241.5  |

### Innsbruck
Bergiselschanze HS 130

2002. január 3-4.
| Helyezés | Név               | Pontok |
| -------- | ----------------- | ------ |
| 1        | Sven Hannawald    | 270.0  |
| 2        | Adam Małysz       | 247.0  |
| 3        | Martin Höllwarth  | 244.1  |
| 4        | Matti Hautamäki   | 240.5  |
| 5        | Martin Schmitt    | 238.3  |
| 6        | Andreas Widhölzl  | 237.9  |
| 7        | Valerij Kobelev   | 234.9  |
| 8        | Robert Kranjec    | 234.0  |
| 9        | Stephan Hocke     | 228.3  |
| 10       | Mijahira Hideharu | 227.9  |

### Bischofshofen
Paul-Ausserleitner-Schanze HS 142

2002. január 5-6.
| Helyezés | Név                | Pontok |
| -------- | ------------------ | ------ |
| 1        | Sven Hannawald     | 282.9  |
| 2        | Matti Hautamäki    | 280.4  |
| 3        | Martin Höllwarth   | 274.2  |
| 4        | Robert Kranjec     | 266.8  |
| 5        | Martin Schmitt     | 256.6  |
| 6        | Alan Alborn        | 256.2  |
| 7        | Roberto Cecon      | 247.8  |
| 8        | Peter Žonta        | 247.6  |
| 9        | Adam Małysz        | 241.0  |
| 10       | Andreas Goldberger | 240.9  |

## Végeredmény
Összetett végeredmény
| Helyezés | Név                | Oberstorf | Garmisch-Partenkirchen | Innsbruck | Bischofshofen | Pontok |
| -------- | ------------------ | --------- | ---------------------- | --------- | ------------- | ------ |
| 1        | Sven Hannawald     | 1.        | 1.                     | 1.        | 1.            | 1077.6 |
| 2        | Matti Hautamäki    | 4.        | 6.                     | 4.        | 2.            | 1021.0 |
| 3        | Martin Höllwarth   | 2.        | 7.                     | 3.        | 3.            | 1015.8 |
| 4        | Adam Małysz        | 5.        | 3.                     | 2.        | 9.            | 992.8  |
| 5        | Andreas Widhölzl   | 6.        | 2.                     | 6.        | 12.           | 980.4  |
| 6        | Simon Ammann       | 3.        | 5.                     | 11.       | 15.           | 961.4  |
| 7        | Martin Schmitt     | 19.       | 8.                     | 5.        | 5.            | 957.5  |
| 8        | Risto Jussilainen  | 7.        | 20.                    | 15.       | 13.           | 923.6  |
| 9        | Andreas Goldberger | 10.       | 22.                    | 17.       | 10.           | 918.5  |
| 10       | Stephan Hocke      | 21.       | 11.                    | 9.        | 17.           | 914.8  |